# Ricardo Rosset

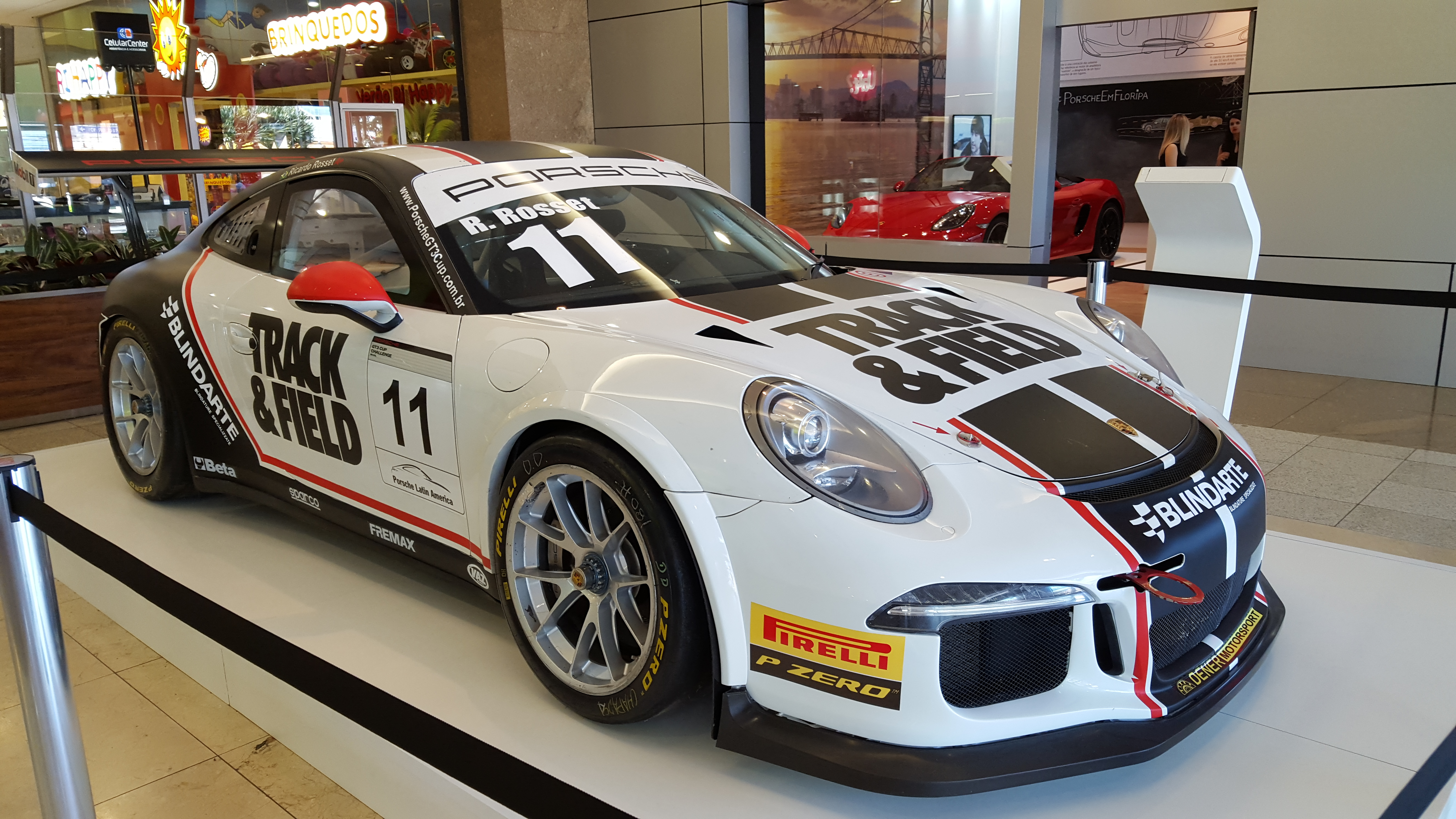
Porsche 911 GT3 de Rosset en exhibición.

Ricardo Rosset (São Paulo, 27 de julio de 1968) es un expiloto de automovilismo brasileño. Compitió 33 Grandes Premios de Fórmula 1 desde 1996 hasta 1998, con Footwork, Lola y Tyrrell.
Después de competir en Fórmula 3, el brasileño debutó en el campeonato de Fórmula 3000 Internacional en 1995, con el equipo Super Nova. Ganó su carrera de debut y repitió una vez más esa posición, terminando segundo esa temporada.
Llegó a la Fórmula 1 junto al equipo Footwork. Participó en los 16 GGPP y tan solo terminó la mitad, tres veces entre los diez mejores, pero fuera de los puntos. Al año siguiente fue contratado por Lola para su nuevo equipo: MasterCard Lola Formula One Racing Team. En Melbourne no cumplió la regla del 107 % tras quedar a más de 12 segundos del primero, lo que le impidió salir en aquella carrera. Más adelante durante el campeonato de aquel año, la empresa que patrocinaba al equipo rompió el contrato y este abandonó la categoría.
Al año siguiente compitió con el equipo Tyrrell. En la que sería su última temporada en F1, Rosset compitió en 10 carreras y terminó 4, sin puntuar.
Después de esto, volvió a su país para correr en competiciones de GT, ganando en tres oportunidades el Campeonato Porsche GT3 Cup Challenge Brasil.

## Resultados

### Fórmula 3000 Internacional
(Clave) (negrita indica pole position) (cursiva indica vuelta rápida)

| Año  | Equipo            | 1     | 2     | 3     | 4     | 5     | 6     | 7     | 8       | Pos. | Puntos |
| ---- | ----------------- | ----- | ----- | ----- | ----- | ----- | ----- | ----- | ------- | ---- | ------ |
| 1995 | Super Nova Racing | SIL 1 | CAT 2 | PAU 9 | PER 1 | HOC 9 | SPA 4 | EST 5 | MAG Ret | 2°   | 29     |

### Fórmula 1
(Clave) (negrita indica pole position) (cursiva indica vuelta rápida)

| Año  | Escudería               | 1       | 2       | 3       | 4       | 5       | 6       | 7       | 8       | 9       | 10      | 11      | 12      | 13      | 14      | 15      | 16      | 17  | Pos. | Puntos |
| ---- | ----------------------- | ------- | ------- | ------- | ------- | ------- | ------- | ------- | ------- | ------- | ------- | ------- | ------- | ------- | ------- | ------- | ------- | --- | ---- | ------ |
| 1996 | Footwork Arrows Hart    | AUS 9   | BRA Ret | ARG Ret | EUR 11  | SMR Ret | MON Ret | ESP Ret | CAN Ret | FRA 11  | GBR Ret | GER 11  | HUN 8   | BEL 9   | ITA Ret | POR 14  | JPN 13  |     | NC   | 0      |
| 1997 | Mastercard Lola F1 Team | AUS DNQ | BRA DNP | ARG     | SMR     | MON     | ESP     | CAN     | FRA     | GBR     | GER     | HUN     | BEL     | ITA     | AUT     | LUX     | JPN     | EUR | NC   | 0      |
| 1998 | PIAA Tyrrell Ford       | AUS Ret | BRA Ret | ARG 14  | SMR Ret | ESP DNQ | MON DNQ | CAN 8   | FRA Ret | GBR Ret | AUT 12  | GER DNQ | HUN DNQ | BEL DNS | ITA 12  | LUX Ret | JPN DNQ |     | NC   | 0      |